# Malmö RC
Malmö Rugby Club är en rugbyklubb från Malmö, grundad 7 oktober 1954.
Klubben har genom tiderna vunnit 6 SM-guld för herrar. Det första år 1959. Man har även lyckats vinna juniorserien 11 gånger. På damsidan har man bara vunnit SM-guld i sevens 1 gång.
Klubben spelar sina hemmamatcher på Lindängens IP, där man tidigare hade sin klubblokal. Numera återfinns klubblokalen i Limhamnsfältet. 
2010 spelar Malmö RC:s herrlag i regionsserien syd. Damlaget spelar i den högsta SM-serien. 